# Serie A2 2018-2019 (calcio a 5 femminile)
La Serie A2 2018-2019 è stata la 2ª edizione della categoria e la 4ª assoluta di secondo livello. La stagione regolare ha preso avvio il 7 ottobre 2018 e si è conclusa il 14 aprile 2019, prolungandosi fino al 19 maggio con la disputa delle partite di spareggio. Preso atto delle domande di iscrizione, ripescaggio e ammissione al campionato, la Divisione ha provveduto al ripescaggio di 14 società, fissando l'organico della categoria a 46 unità.

## Regolamento
La formula della corrente edizione era stata inizialmente calibrata in funzione della riduzione dell'organico della categoria a due gironi e dell'istituzione del campionato femminile di Serie B a partire dalla stagione successiva. Per ogni girone, sarebbe dovuta essere promossa in Serie A la prima classificata al termine della stagione regolare mentre l'ultima sarebbe dovuta retrocedere nei campionati regionali. Le otto società classificatesi al secondo e terzo posto avrebbero partecipato ai play-off per determinare la squadra che avrebbe sfidato la perdente dei play-out di Serie A per assegnare l'ultimo posto disponibile nella massima serie. Le sette società sconfitte, la perdente dello spareggio tra categorie, le quattro squadre retrocesse dalla Serie A e le dodici vincitrici degli spareggi giocati tra le società classificatesi tra il quarto e il nono posto di ciascun girone. Le dodici sconfitte sarebbero state dovute retrocedere in Serie B insieme alle squadre classificatesi al penultimo posto di ciascun girone e le due terzultime dei gironi B e D. L'impossibilità di istituire nella stagione seguente il campionato di Serie B costringeva tuttavia la Divisione a ritornare sui propri passi, modificando a campionato in corso la formula della competizione, annullando gli spareggi che avrebbero dovuto determinare l'organico del campionato di Serie B. Il meccanismo di promozione nella massima serie e quello di retrocessione nei campionati regionali sono rimasti invariati.

## Girone A

### Partecipanti
Il girone A comprende cinque società venete, due piemontesi, due lombarde e altrettante sarde. Duomo Chieri, Sportland e VIP Tombolo sono stati promossi dai rispettivi campionati regionali mentre il Città di Thiene è retrocesso dalla Serie A. L'inserimento della Jasnagora, proveniente dal girone C, compensa in parte le defezioni di Trilacum, dei neopromossi Altopiano Paganella ed Elmas, nonché della Rambla retrocessa dalla Serie A.

### Classifica[6][7]
|  | Pos. | Squadra          | Pt | G  | V  | N | P  | GF | GS | DR  |
|  | ---- | ---------------- | -- | -- | -- | - | -- | -- | -- | --- |
|  | 1.   | V.I.P.           | 47 | 20 | 15 | 2 | 3  | 83 | 47 | +36 |
|  | 2.   | Noalese          | 44 | 20 | 14 | 2 | 4  | 82 | 49 | +33 |
|  | 3.   | Audace Verona    | 40 | 20 | 13 | 1 | 6  | 86 | 59 | +27 |
|  | 4.   | Union Fenice     | 34 | 20 | 11 | 1 | 8  | 62 | 55 | +7  |
|  | 5.   | Duomo Chieri     | 33 | 20 | 10 | 3 | 7  | 57 | 57 | 0   |
|  | 6.   | Sportland Milano | 32 | 20 | 10 | 2 | 8  | 55 | 45 | +10 |
|  | 7.   | Jasnagora        | 25 | 20 | 8  | 1 | 11 | 48 | 59 | -11 |
|  | 8.   | Città di Thiene  | 21 | 20 | 6  | 3 | 11 | 62 | 67 | -5  |
|  | 9.   | Top Five         | 18 | 20 | 5  | 3 | 12 | 66 | 73 | -7  |
|  | 10.  | San Pietro       | 16 | 20 | 4  | 4 | 12 | 45 | 68 | -23 |
|  | 11.  | Torres           | 7  | 20 | 2  | 2 | 16 | 32 | 99 | -67 |

### Verdetti[9]
- VIP Tombolo promosso in Serie A 2019-20.
- Torres retrocessa nel campionato regionale della Sardegna.

## Girone B

### Partecipanti
Il girone B comprende tre società provenienti dalle Marche, due ciascuna da Emilia-Romagna, Toscana, Umbria e Veneto, e il solo Centrostorico Montesilvano dall'Abruzzo. Oltre alla società adriatica sono state promosse dai campionati regionali la sezione femminile dell'AF Firenze e le perugine del Colombine. L'organico risente di alcune defezioni: il Città di Falconara, retrocesso dalla Serie A, è stato ripescato nella medesima categoria mentre i neopromossi CUS Macerata ed Eta Beta non hanno presentato domanda di iscrizione. A completamento dell'organico è stato ripescato il retrocesso Sassoleone e il Padova. Come i romagnoli, anche Decima Sport Camp e Granzette provengono dal girone A mentre il Pelletterie Firenze dal girone C. Durante l'estate l'Angelana si è trasferita a Perugia modificando la propria denominazione in "Futsal Perugia" e adottando i colori sociali del capoluogo umbro.

### Classifica[6]
|  | Pos. | Squadra              | Pt | G  | V  | N | P  | GF  | GS | DR  |
|  | ---- | -------------------- | -- | -- | -- | - | -- | --- | -- | --- |
|  | 1.   | Pelletterie Firenze  | 61 | 22 | 20 | 1 | 1  | 117 | 29 | +88 |
|  | 2.   | Atletico Chiaravalle | 45 | 22 | 14 | 3 | 5  | 81  | 51 | +30 |
|  | 3.   | Rovigo Orange        | 42 | 22 | 13 | 3 | 6  | 62  | 50 | +12 |
|  | 4.   | Padova               | 35 | 22 | 11 | 2 | 9  | 74  | 72 | +2  |
|  | 5.   | Firenze              | 29 | 22 | 9  | 2 | 11 | 60  | 85 | -25 |
|  | 6.   | Centrostorico        | 29 | 22 | 9  | 2 | 11 | 54  | 63 | -9  |
|  | 7.   | Dorica Torrette      | 28 | 22 | 8  | 4 | 10 | 56  | 60 | -4  |
|  | 8.   | Sassoleone           | 28 | 22 | 9  | 1 | 12 | 61  | 93 | -32 |
|  | 9.   | Civitanova           | 27 | 22 | 8  | 3 | 11 | 72  | 63 | +9  |
|  | 10.  | Decima SC            | 26 | 22 | 8  | 2 | 12 | 50  | 63 | -13 |
|  | 11.  | Perugia              | 23 | 22 | 7  | 2 | 13 | 54  | 69 | -15 |
|  | 12.  | Colombine            | 10 | 22 | 3  | 1 | 18 | 38  | 81 | -43 |

### Verdetti[9]
- Pelletterie Firenze promosso in Serie A 2019-20.
- Real Colombine retrocesso nel campionato regionale dell'Umbria.

## Girone C

### Partecipanti
Il girone C comprende nove società laziali e due siciliane. Real Praeneste, Città di Valmontone e Virtus Ragusa sono state promosse dai rispettivi campionati regionali, il Frosinone (nuova denominazione della Bellator Ferentum) è retrocesso dalla Serie A e il Vittoria Calcetto proviene dal girone D. Durante l'estate BRC 1996 e Real Balduina hanno unito le forze dando vita alla "BRC Balduina". Nazareth e REV Palermo, così come la neopromossa Pro Megara Iblea, non hanno presentato domanda di iscrizione. A parziale completamento dell'organico è stata ripescata la retrocessa FB5 Team Rome.

### Classifica[6]
|  | Pos. | Squadra             | Pt | G  | V  | N | P  | GF  | GS  | DR  |
|  | ---- | ------------------- | -- | -- | -- | - | -- | --- | --- | --- |
|  | 1.   | Virtus Ragusa       | 50 | 20 | 16 | 2 | 2  | 102 | 47  | +55 |
|  | 2.   | Vis Fondi           | 49 | 20 | 16 | 1 | 3  | 82  | 43  | +39 |
|  | 3.   | Coppa d'Oro         | 48 | 20 | 15 | 3 | 2  | 117 | 45  | +72 |
|  | 4.   | BRC Balduina        | 33 | 20 | 10 | 3 | 7  | 74  | 50  | +24 |
|  | 5.   | Virtus Ciampino     | 33 | 20 | 10 | 3 | 7  | 88  | 52  | +36 |
|  | −    | Vittoria            | 28 | 20 | 10 | 0 | 10 | 58  | 80  | -22 |
|  | 6.   | Città di Valmontone | 24 | 20 | 8  | 0 | 12 | 66  | 87  | -21 |
|  | 7.   | Real Praeneste      | 22 | 20 | 7  | 1 | 12 | 56  | 69  | -13 |
|  | 8.   | FB5 Roma            | 16 | 20 | 5  | 1 | 14 | 42  | 77  | -35 |
|  | 9.   | Frosinone           | 12 | 20 | 4  | 0 | 16 | 40  | 122 | -82 |
|  | 10.  | PMB Roma            | 6  | 20 | 2  | 0 | 18 | 32  | 85  | -53 |

### Verdetti[9]
- Virtus Ragusa promossa in Serie A 2019-20.
- Vittoria Calcetto escluso dal campionato dopo la quarta rinuncia (22ª giornata)[14].

## Girone D

### Partecipanti
Il girone D comprende sette società pugliesi, tre campane, una calabrese e una lucana. Dai campionati regionali sono stati promossi il Nuceria Femminile (con sede a Nocera Inferiore) e la sezione femminile del Calcio Sangiovannese (con sede a San Giovanni in Fiore). L'organico è affetto da numerose defezioni: lo Stone Five Fasano, retrocesso dalla Serie A, durante l'estate si è fuso con i concittadini della Dona Style per dare vita al "Dona Five Fasano"; l'Afragirl è confluita nella Woman Napoli che è stata ripescata in Serie A; il Martina e le neopromosse Atletico Melpignano e Donne Medio Basento non hanno presentato domanda di iscrizione. A parziale completamento dell'organico è stato ripescato il retrocesso Atletic San Marzano (divenuto nel frattempo "Woman Futsal Club") e il Manfredonia 2000.

### Classifica[6]
|  | Pos. | Squadra          | Pt | G  | V  | N | P  | GF  | GS  | DR   |
|  | ---- | ---------------- | -- | -- | -- | - | -- | --- | --- | ---- |
|  | 1.   | New Team Noci    | 60 | 22 | 20 | 0 | 2  | 135 | 31  | +104 |
|  | 2.   | Molfetta         | 52 | 22 | 16 | 4 | 2  | 118 | 33  | +85  |
|  | 3.   | DF Fasano        | 50 | 22 | 16 | 2 | 4  | 113 | 43  | +70  |
|  | 4.   | Fulgor Octajano  | 46 | 22 | 15 | 1 | 6  | 90  | 50  | +40  |
|  | 5.   | Manfredonia      | 36 | 22 | 11 | 4 | 7  | 84  | 43  | +31  |
|  | 6.   | Conversano       | 33 | 22 | 10 | 3 | 9  | 75  | 61  | +14  |
|  | 7.   | Rionero          | 31 | 22 | 10 | 1 | 11 | 112 | 78  | +34  |
|  | 8.   | Salernitana      | 28 | 22 | 9  | 1 | 12 | 57  | 59  | -2   |
|  | 9.   | Nuceria          | 21 | 22 | 6  | 3 | 13 | 66  | 78  | -12  |
|  | 10.  | Sangiovannese    | 15 | 22 | 5  | 0 | 17 | 70  | 153 | -83  |
|  | 11.  | Città di Taranto | 13 | 22 | 4  | 1 | 17 | 45  | 115 | -70  |
|  | 12.  | WFC San Marzano  | 0  | 22 | 0  | 0 | 22 | 20  | 241 | -221 |

### Verdetti[9]
- New Team Noci promosso in Serie A 2019-20.
- Woman Futsal Club retrocesso nel campionato regionale della Puglia.

## Play-off

### Formula
Per determinare la società che accederà allo spareggio permanenza/promozione verranno disputate gare di play-off su tre turni, dove accedono le squadre classificatesi tra la seconda e la terza posizione nei rispettivi gironi che si affronteranno in gare ad eliminazione diretta ad eccezione dell'ultimo turno (andata e ritorno, la prima partita verrà giocata in casa dell'ultima classificata). Al termine degli incontri sarà dichiarata vincente la squadra che nelle due partite (di andata e di ritorno) avrà ottenuto il maggior punteggio ovvero a parità di punteggio la squadra che avrà realizzato il maggior numero di reti. Nel caso di parità gli arbitri della gara di ritorno faranno disputare due tempi supplementari di 5 minuti ciascuno. Qualora anche al termine di questi le squadre fossero in parità si procederà all'effettuazione dei tiri di rigore.

### Risultati

#### Primo turno
| Fondi 25 aprile 2019, ore 17:30 CEST | Vis Fondi | 6 – 1 referto | DF Fasano | Palasport comunale |

| Noale 27 aprile 2019, ore 21:00 CEST | Noalese | 5 – 3 referto | Granzette | Palazzetto Azzurri d'Italia |

| Chiaravalle 28 aprile 2019, ore 16:00 CEST | Atletico Chiaravalle | 2 – 3 (d.t.s.) referto | Audace Verona | Palasport comunale |

| Molfetta 28 aprile 2019, ore 16:00 CEST | Molfetta | 5 – 1 referto | Coppa d'Oro | PalaPoli |

#### Secondo turno
| Noale 5 maggio 2019, ore 16:00 CEST | Noalese | 2 – 8 referto | Audace Verona | Palazzetto Azzurri d'Italia |

| Fondi 5 maggio 2019, ore 17:20 CEST | Vis Fondi | 1 – 2 referto | Molfetta | Palasport comunale |

#### Terzo turno

##### Andata
| San Giovanni Lupatoto 12 maggio 2019, ore 16:00 CEST | Audace Verona | 3 – 4 referto | Molfetta | Palazzetto dello sport |

##### Ritorno
| Molfetta 19 maggio 2019, ore 16:00 CEST | Molfetta | 5 – 2 referto | Audace Verona | PalaPoli |

## Spareggio permanenza/promozione

### Formula
Lo spareggio permanenza/promozione verrà disputato con partite di andata e ritorno tra la società perdente i playout di Serie A e quella vincente i playoff di Serie A2, con la società perdente i playout di Serie A che giocherà il ritorno in casa.
Al termine degli incontri sarà dichiarata vincente la squadra che nelle due partite (di andata e di
ritorno) avrà ottenuto il maggior punteggio ovvero a parità di punteggio la squadra che avrà
realizzato il maggior numero di reti.
Nel caso di parità gli arbitri della gara di ritorno faranno disputare due tempi supplementari di 5
minuti ciascuno.
Qualora anche al termine di questi le squadre fossero in parità sarà considerata vincente la
squadra perdente il playout di Serie A.

### Risultati

#### Andata
| Molfetta 26 maggio 2019, ore 16:00 CEST | Molfetta | 1 – 2 referto | Real Grisignano | PalaPoli |

#### Ritorno
| Grisignano di Zocco 2 giugno 2019, ore 16:00 CEST | Real Grisignano | 3 – 0 referto | Molfetta | Palasport "Tassinato-Zampieri" |